# Нет войне!
Нет войне! /  #нетвойне（ハッシュタグ）（音写例: ニェット・ヴァィニェ!、ロシア語発音: [nʲet vɐjˈnʲe]、転写: ネト・ヴォイネ!、ラテン文字転写：Net voyne!）は、2022年2月24日から始まったロシアのウクライナ侵攻に対する反対者が用いているスローガンである。スローガンとしては「戦争反対」「No War」などに相当し、厳密な訳語としては「戦争にいいえ」「No to war」などになる。ソーシャル・ネットワーキング・サービス上ではハッシュタグ「#нетвойне」として用いられる。
一方、ウクライナ侵攻の支持者は、「Z」、「Где вы были восемь лет?（あなたは8年間どこにいたのか?）」などのマークや文言を用いて、侵攻の支持を表明していることが、ロシア内外のメディアによって指摘されている。

## ロシアのウクライナ侵攻に対する使用
Нет войне!は、ロシアで公式発表された「специальная военная операция в Донбассе（直訳: ドンバスにおける特別軍事作戦）」に対する非承認と、ウクライナ人との連帯を示すものである。実態はともあれ、ロシア政府は当初からこの侵攻作戦を「戦争 (войне)」と呼ぶことを避けており、さらにのちには実質的に「戦争 (войне)」と呼ぶこと自体を含め戦争反対を主張することは取り締まりおよび刑事罰の対象とする言論統制を敷いたが、それでも「『戦争』反対」の語をあえて使われることは単語の意味以上に重みを持っている。
2022年2月24日、ロシア軍がウクライナ国内で軍事行動を開始したのち、ロシアの諸都市では戦争に反対する動きが始まった。また、Facebook、Instagram、Twitter、TikTokなどにおいて、「#нетвойне」のハッシュタグを用い、自身の見解を示す動きも始まった。#Нетвойнеにおいて書き込まれた、侵攻反対者の主な主張は、無用な戦争下に置かれたウクライナ人への支援の表明、ウクライナの主権と領土の保全、ロシアとウクライナの民間人同士が友好的・善隣的関係を希望していることの追認、などである。ハッシュタグ・#нетвойнеは、ロシアにおいて、軍事侵攻初日のTwitterトレンドとなった。
また、ザ・カンバセーションは、#nowarあるいは#нетвойнеと共にInstagramに投稿された画像は、2022年2月28日までに33万以上になったと報じた。一方、同報道内において、2022年3月1日のロシアのTwitterトレンドは#ДаПобеде（Yes To Victoryの意味）であったとし、2022年3月初頭時点での、愛国心の高まりとロシア国内の意見の分裂を指摘している。
2022年3月4日、ロシア政府は、ロシア当局が虚偽とみなした情報を発信した者に刑罰を科す法令を採択した。なお、ロイターは、2月末日の時点で既に5500人以上が反戦行動によって拘束されたと報道している。3月4日以降には、ウラジーミル・レーニン像を覆う雪上に「нет войне」と書き込んだ活動家が、クラスノヤルスクの裁判所に罰金を科された。また、ヤクーツクの地方新聞社は法令採択の前日に、一面に「нет войне」と記載した新聞を発行する許可を得ようとしたが、同じく罰金を科された。ウクライナ侵攻と同じく、ロシア国内での反戦活動は継続して行われている。同時に、拘束者の累計も増加し続けている。
ロシア国外での使用例としては、2022年2月27日、ベラルーシにおける最初の反戦デモが行われ、ロシア語で「нет войне」をコールする人々の姿が、メディアゾナ・ベラルーシ、ベルサトなどのメディアにおいて報道された。カザフスタンにおいても、2022年3月6日にアルマトイで反戦集会が行われ、非難決議を棄権したことへの反対、ウラジーミル・プーチンへの非難、ウクライナに栄光あれ!等とともに、ロシア語である「нет войне」がコールされた。
世界的には、2022年3月6日、Twitterにおける世界全体での#нетвойне、#戦争反対、#NoWarなどのハッシュタグを含む、反戦やウクライナへの支持を述べるツイートの累計が、300万件以上に上った。
一方で、日本国内でのロシア人に対するヘイト意識も広まっており、ロシア民間人に対する嫌がらせ・侮蔑発言・SNS上での誹謗中傷などの被害を受けた在ロシア人について報道された。弁護士等の有識者からは、それらは不当な差別的言動であると指摘されている。ウクライナ侵攻に対して作成されたノーベル賞受賞者からの公開書簡においても、ロシア大統領とロシア国民は区別されるものであるという見解が盛り込まれている。

## 反戦活動でのНет войне
画像内の白赤白の旗、白青白の旗については関連項目を参照されたし。

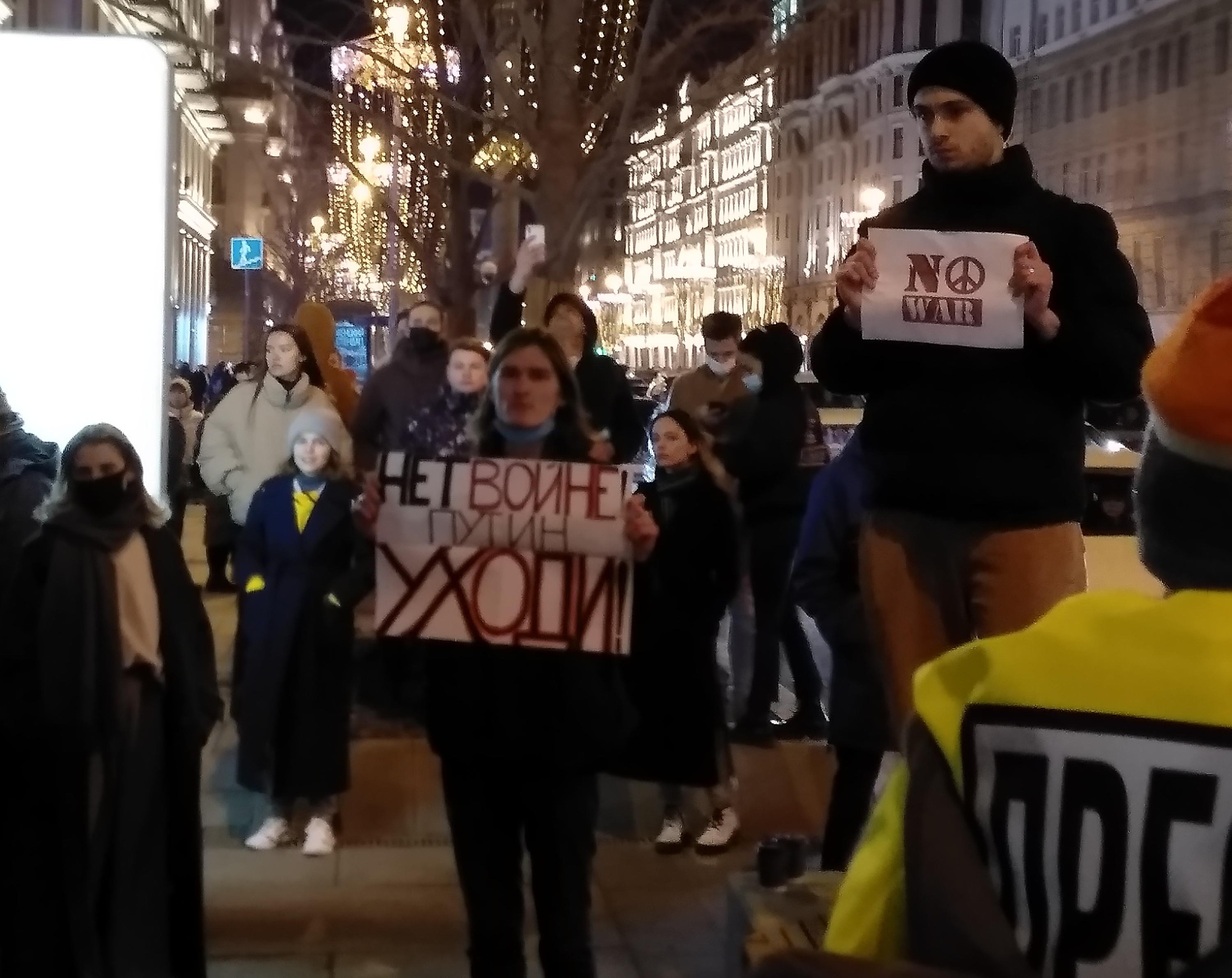
ロシア・モスクワ（2022.2.24）
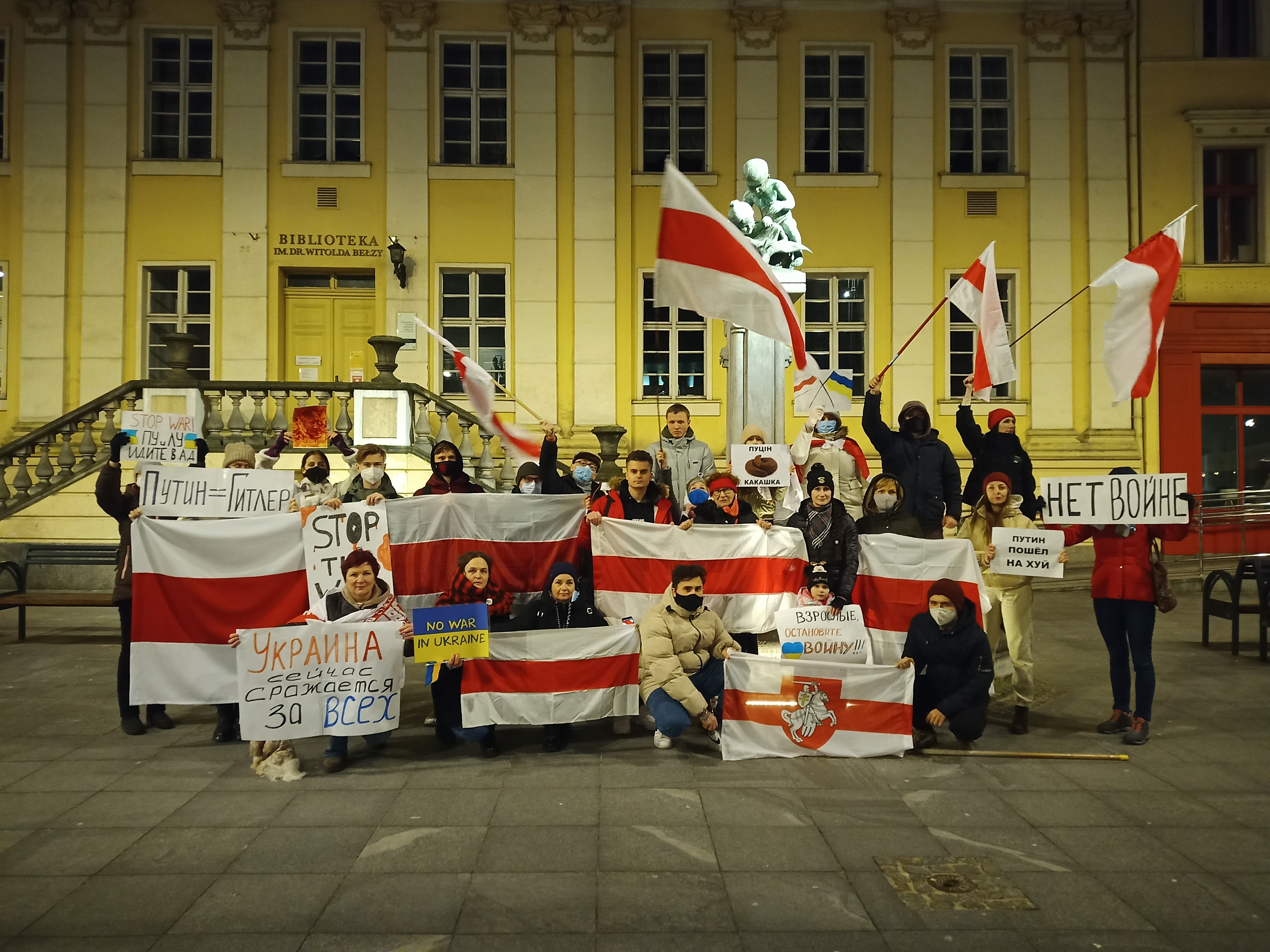
ポーランド・ブィドゴシュチュ (2022.2.24)
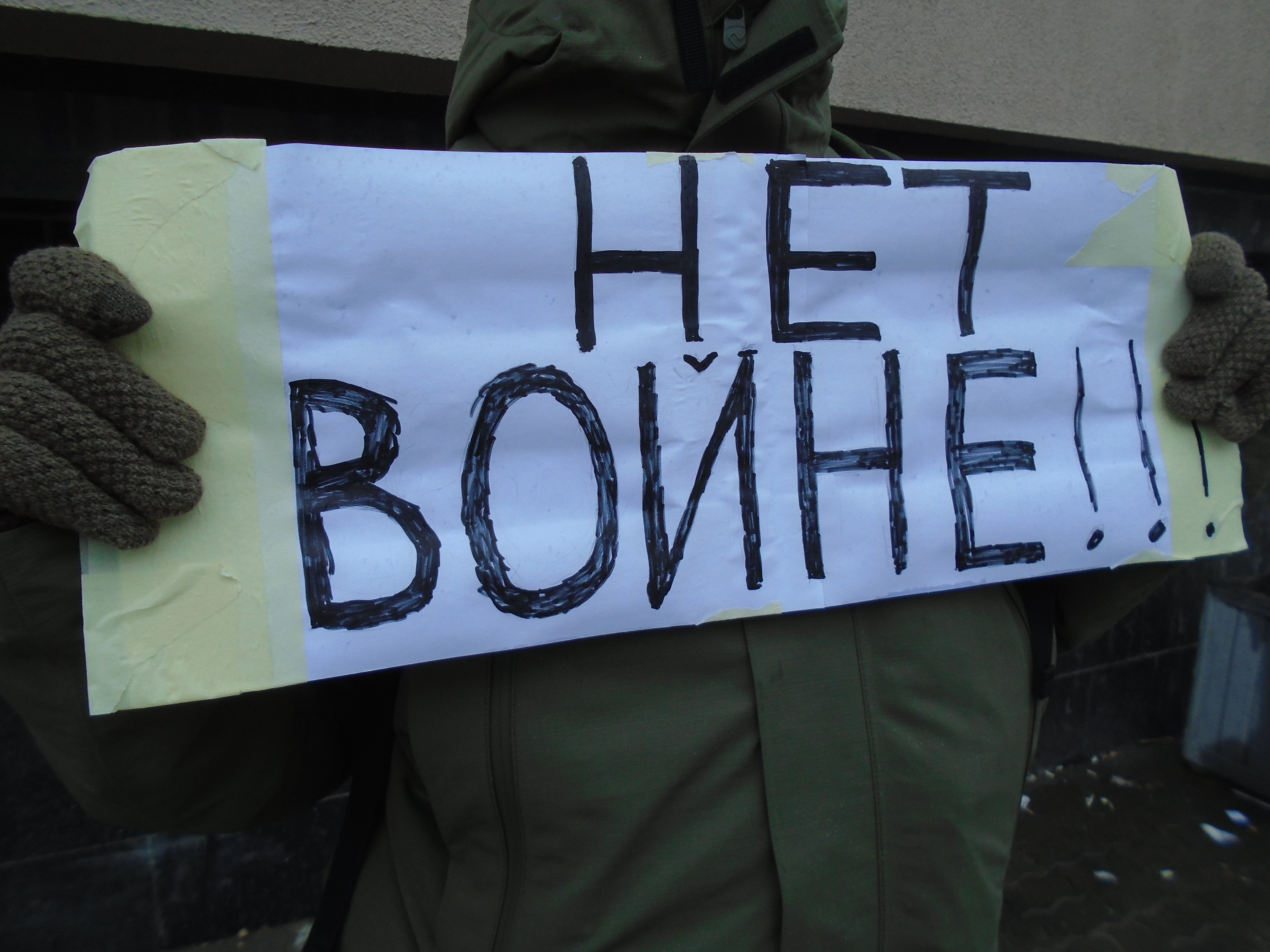
ベラルーシ・ミンスク (2022.2.27)
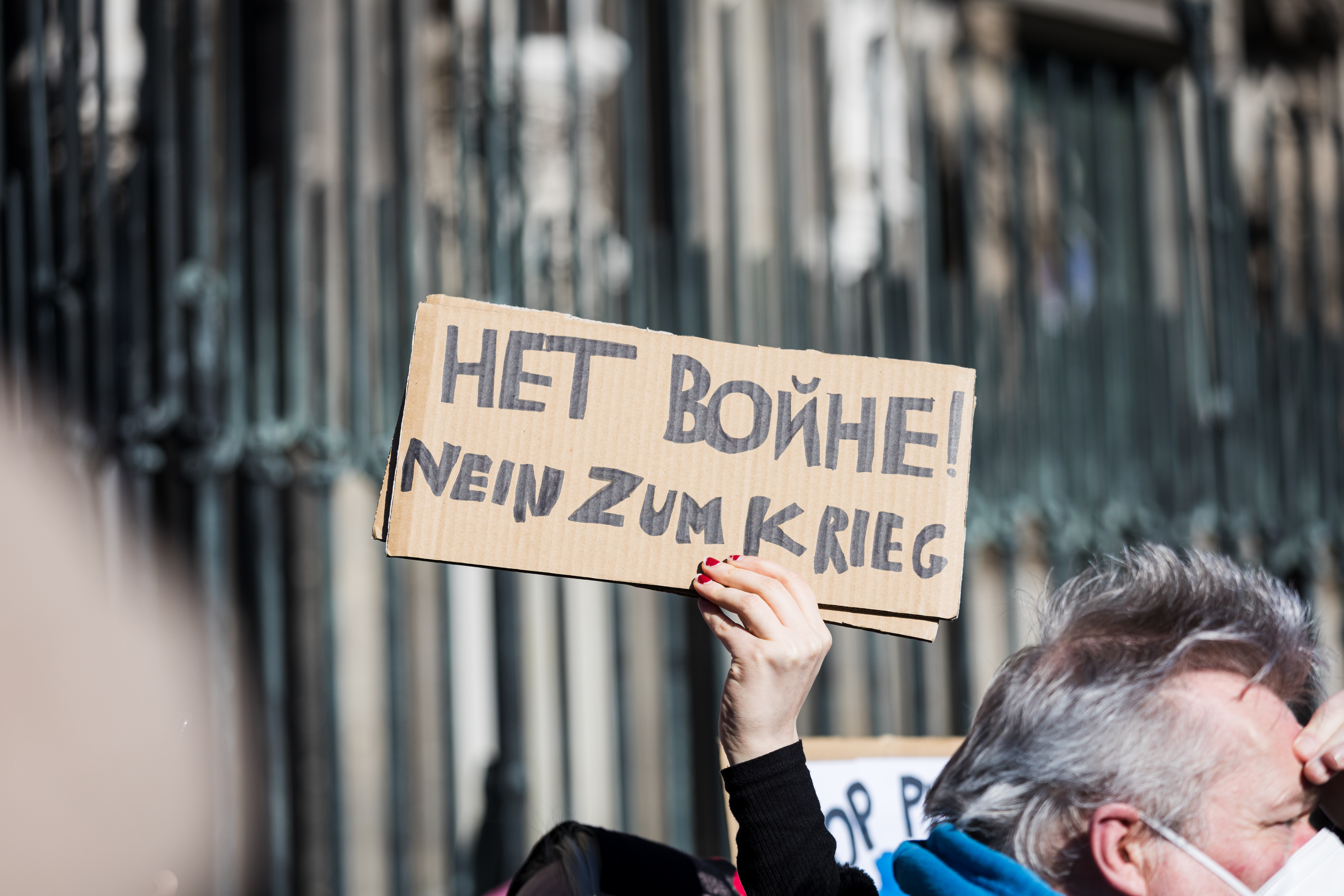
ロシア・カザン（2022.2.27）
- ドイツ・ケルン（2022.2.27）
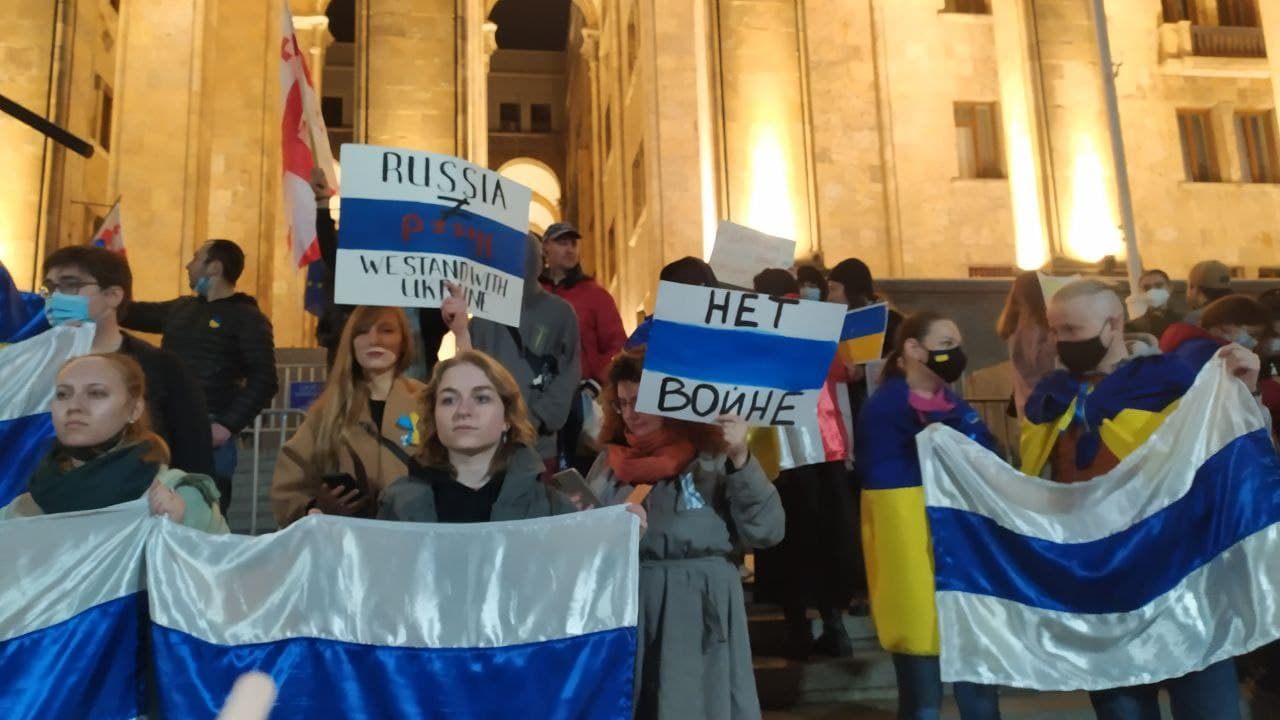
ジョージア・トビリシ (2022.3.2)
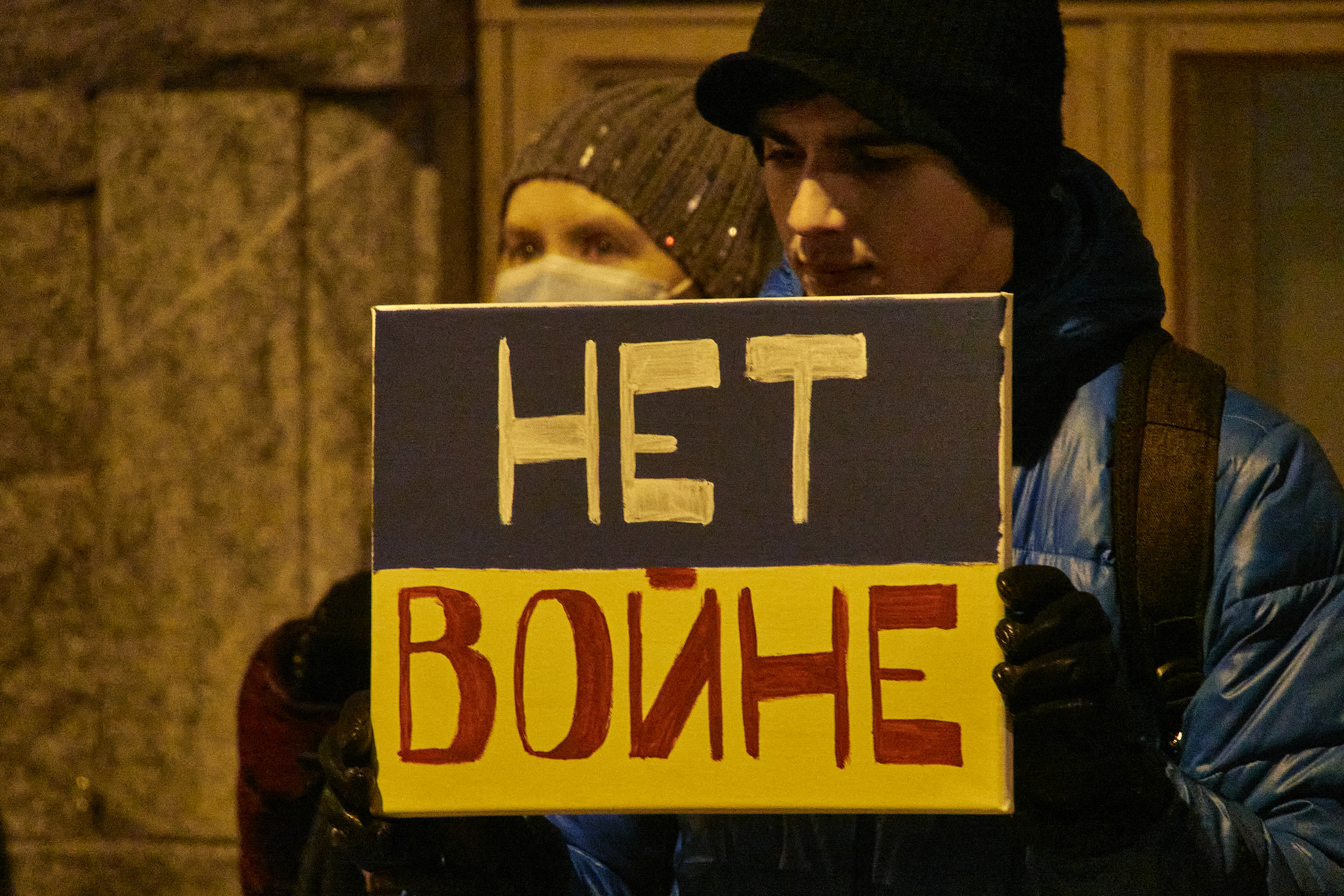
フィンランド(2022.3.3)